# Helen Cruickshank
Helen Burness Cruickshank (Hillside; Montrose, 15 maggio 1886 – Edimburgo, 2 marzo 1975) è stata una poetessa scozzese, suffragette, meglio nota per esser stata un punto di riferimento del Rinascimento scozzese.
Nella sua casa di Corstorphine si incontravano rinomati scrittori scozzesi.
Tra le sue poesie più conosciute figura Shy Geordie (Il timido Geordie), scritto in scots (dei bassopiani), che riporta tradizioni delle terre di Angus (la poesia è stata messa in musica da diversi compositori, tra cui Buxton Orr e Jim Reid). Cruickshank attinge al mondo della natura con forti simboli sulla vita umana, come nella sua poesia Sea Buckthorn (Olivello spinoso) (messo in musica da George Francis Scott), o in Ponnage Pool (Stagno di Ponnage), preceduto con una citazione di Hugh MacDiarmid; la composizione poetica tratta questioni di identità personale:
I mind o' the Ponnage Pule,
The reid brae risin',
Morphie Lade,
An' the saumon that louped the dam,
A tree i' Martin's Den
Wi' names carved on it;
But I ken na wha I am.

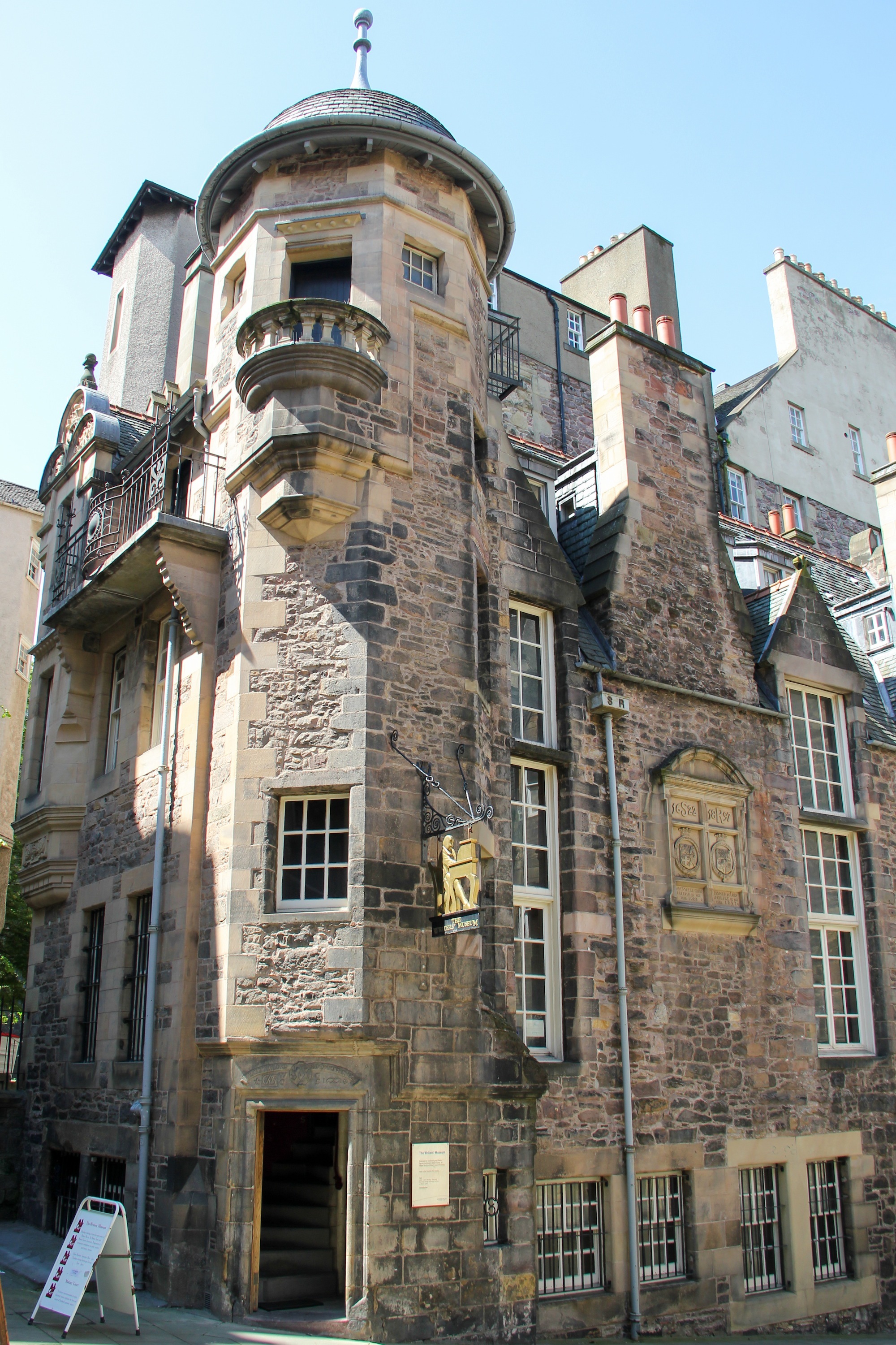
Museo degli Scrittori Scozzesi (esterni) in Edimburgo

Cruickshank si prese cura di sua madre per molti anni, poi si ritirò in pensione nel 1946. Ricevette un dottorato honoris causa dalla Università di Edimburgo nel 1971 e due anni dopo, per motivi di salute precaria, si trasferì dalla sua casa di Corstorphine a Queensberry Lodge nel quartiere edimburghese di Canongate, dove morì il 2 marzo 1975. Cruickshank ha registrato la sua vita e i suoi tempi in un'autobiografia intitolata Octobiography (1987), pubblicata postuma.
Helen Cruickshank viene commemorata alla Makars' Court, all'esterno del Museo degli Scrittori, Lawnmarket, Edimburgo.